# Kombinat Stärke und Kartoffelveredelung
Das VE Kombinat Stärke und Kartoffelveredelung Halle war ein Kombinat in der Deutschen Demokratischen Republik.
Die Betriebe des Kombinats produzierten unter anderem Kartoffelprodukte (z. B. Püree und Kloßmehl), Maisquellwasser, Stärke, Textilhilfsmittel und Stärkesirup. Das VE Kombinat Stärke und Kartoffelveredelung Halle war damit sowohl ein Hersteller von Nahrungsmitteln, als auch ein Stärke-Lieferant für verschiedene Industrien wie beispielsweise die Papierindustrie (Papierstärke). Das Kombinat entstand 1984 nach der Auflösung der VVB Zucker- und Stärkeindustrie Halle, deren Betriebe daraufhin auf die neugeschaffenen VE Kombinat Zucker Halle und VE Kombinat Stärke und Kartoffelveredelung Halle aufgeteilt wurden.
Das Kombinat unterstand dem Ministerium für Land-, Forst- und Nahrungsgüterwirtschaft. Weitere zentral geleitete Kombinate im Zuständigkeitsbereich dieses Ministeriums sind in der Liste von Kombinaten der DDR aufgeführt.
Im Zuge der Wende und der anschließenden Wiedervereinigung wurde das Kombinat 1990 aufgelöst und seine Betriebe wurden privatisiert.

## Stärkeproduktion in der DDR
Der Stärkebedarf der DDR wurde durch die Verarbeitung von Industriekartoffeln, Mais und Weizen gedeckt. Kartoffeln hatten dabei mit 57 % den größten Anteil an der Stärkeproduktion. Mit Stand von 1985 wurden in der DDR auf 30.000 Hektar Kartoffeln für die ausschließliche Verwendung in der Stärkeproduktion angebaut. Die Produktionskapazität aller Kartoffelstärkefabriken lag mit demselben Referenzzeitpunkt bei rund 4500 Tonnen am Tag.
Die Stärkeherstellung aus Futtermais wurde fast ausschließlich aus der Verarbeitung importierten Maises bestritten, welcher aus dem NSW eingeführt werden musste. Mais und Weizen wurde insbesondere in den Werken VEB Maisan-Werke Barby und VEB Weizenin Dresden zu Stärke verarbeitet.

## Zugehörige Betriebe
Zum Kombinat gehörten zuletzt die folgenden Betriebe: 
- VEB FORA Forschung und Rationalisierung der Stärkeindustrie Holleben
- VEB Kartoffelveredelungswerk Hagenow
- VEB Kartoffelveredelungswerk Stavenhagen
- VEB Katro Haldensleben
- VEB Maisan-Werke Barby
- VEB Stärke- und Konservenfabrik Golßen
- VEB Stärke- und Veredelungswerk Dallmin
- VEB Stärkefabrik Brandenburg
- VEB Stärkefabrik Friedland
- VEB Stärkefabrik Kyritz
- VEB Stärkefabrik Loitz
- VEB Weizenin Dresden
- VEB Weizenstärkefabrik Markranstädt
- WTZ der Kartoffelstärkeindustrie Kyritz
- WTZ der Kartoffelveredelung Haldensleben
- WTZ der Getreidestärkeindustrie Halle-Benkendorf
- WTZ Hydrolysate Barby
- WTZ Industriekartoffelproduktion für die Stärke- und Kartoffelveredelungsindustrie Friedland